# Bandle Tale: A League of Legends Story
Bandle Tale: A League of Legends Story é um jogo spin-off de League of Legends, desenvolvido pela Lazy Bear Games e publicado pela Riot Forge, braço da Riot Games voltado para parcerias com outros estúdios. O jogo foi anunciado em 14 de setembro de 2023 durante a Nintendo Direct, e está disponível para Nintendo Switch e PC.

## Sinopse
Em Bandle Tale, um yordle tímido que vive em Novelândia, uma ilha isolada onde todos são apaixonados por tricô, conclui seu treinamento de 101 anos e está ansioso para explorar o mundo além dos portais que conectam as outras áreas de Bandópolis. No entanto, seus planos são interrompidos quando uma festa dá terrivelmente errado e os portais são destruídos.
O yordle deve usar sua magia tricoteira especial e determinação inabalável para restaurar os portais e reunir Bandópolis. Ao longo do caminho, ele fará novos amigos, enfrentará desafios e descobrirá os segredos do mundo mágico de Bandle City.